# Acadèmia d'Esperanto
L'Acadèmia d'Esperanto (esperanto: Akademio de Esperanto; francès: Académie d'Espéranto) fou creada el 1905 pel primer Congrés Mundial d'Esperanto. Seguint una proposta de Ludwik Lejzer Zamenhof es creà el Comité Lingüístic (Lingva Komitato).

## Membres
Segons els seus estatuts, els membres són escollits per un període de 9 anys i es renoven per terços cada 3 anys. Des de febrer de 2019 l'Acadèmia d'Esperanto està formada per 44 membres i 11 corresponents. Entre els primers, hi ha el politòleg català Xavier Alcalde, el psicopedagog italià Renato Corsetti, el lexicògraf indi i membre honorífic de la societat lingüística dels Estats Units Probal Dasgupta, l'especialista rus en història de la filosofia Nikolao Gudskov, el lingüista finès Jouko Lindstedt, l'escriptora anglesa Anna Löwenstein, l'hispanista noruec Otto Prytz, el químic cubà Orlando E. Raola, l'astrobiòleg israelià Amri Wandel, l'expert en fonètica i expresident de l'Associació Fonètica Internacional John C. Wells i el músic suec Bertilo Wennergren. Entre els corresponents hi ha Federico Gobbo de la universitat d'Amsterdam, Ingrid Maier de la universitat d'Uppsala i Esther Schor de la universitat de Princeton.
Abans de la Guerra Civil espanyola hi va haver diversos catalans membres del Comitè Lingüístic o de l'Acadèmia d'Esperanto, com Alfons Sabadell, Delfí Dalmau, Jacint Bremon Masgrau, Frederic Pujulà i Vallès o els germans Josep i Jaume Grau Casas, així com el valencià Vicente Inglada Ors.

## Publicacions
Té, com a òrgans oficials:
- Oficialaj Informoj de la Akademio de Esperanto
- Oficiala Bulteno de la Akademio de Esperanto